# Droga I/33 (Czechy)
Droga I/33 (cz. Silnice I/33) – droga krajowa I kategorii w Czechach. Arteria prowadząca z Hradec Králové do Náchodu i granicy z Polską jest częścią ważnego szlaku komunikacyjnego łączącego Wrocław z Pragą. Droga jest jedno-jezdniowa (z wyjątkiem odcinka w rejonie Hradec Králové) i nie posiada rozwiązań bezkolizyjnych.

## Trasy europejskie
Droga pokrywa się z trasą E67. Do połowy lat 80. była częścią drogi międzynarodowej E12.

### Współczesne
| Trasa europejska | Przebieg                          |
| ---------------- | --------------------------------- |
| E67              | Hradec Králové – granica z Polską |

### Historyczne
| Trasa europejska | Przebieg                                            |
| ---------------- | --------------------------------------------------- |
| E12              | Hradec Králové – przejście graniczne Náchod (CS-PL) |

## Natężenie ruchu
W 2010 roku dobowe natężenie ruchu na drodze wyniosło od 9 do 11 tysięcy aut na odcinku Hradec Králové – Jaroměř i 8 tysięcy w okolicach Náchodu.